# لوني تومسون
لوني تومسون (بالإنجليزية: Lonnie Thompson) هو جيولوجي أمريكي، ولد في 1 يوليو 1948 في هنغتينغتون في الولايات المتحدة.

## وصلات خارجية
- لوني تومسون على موقع إن إن دي بي (الإنجليزية)